# Sturmmöwe

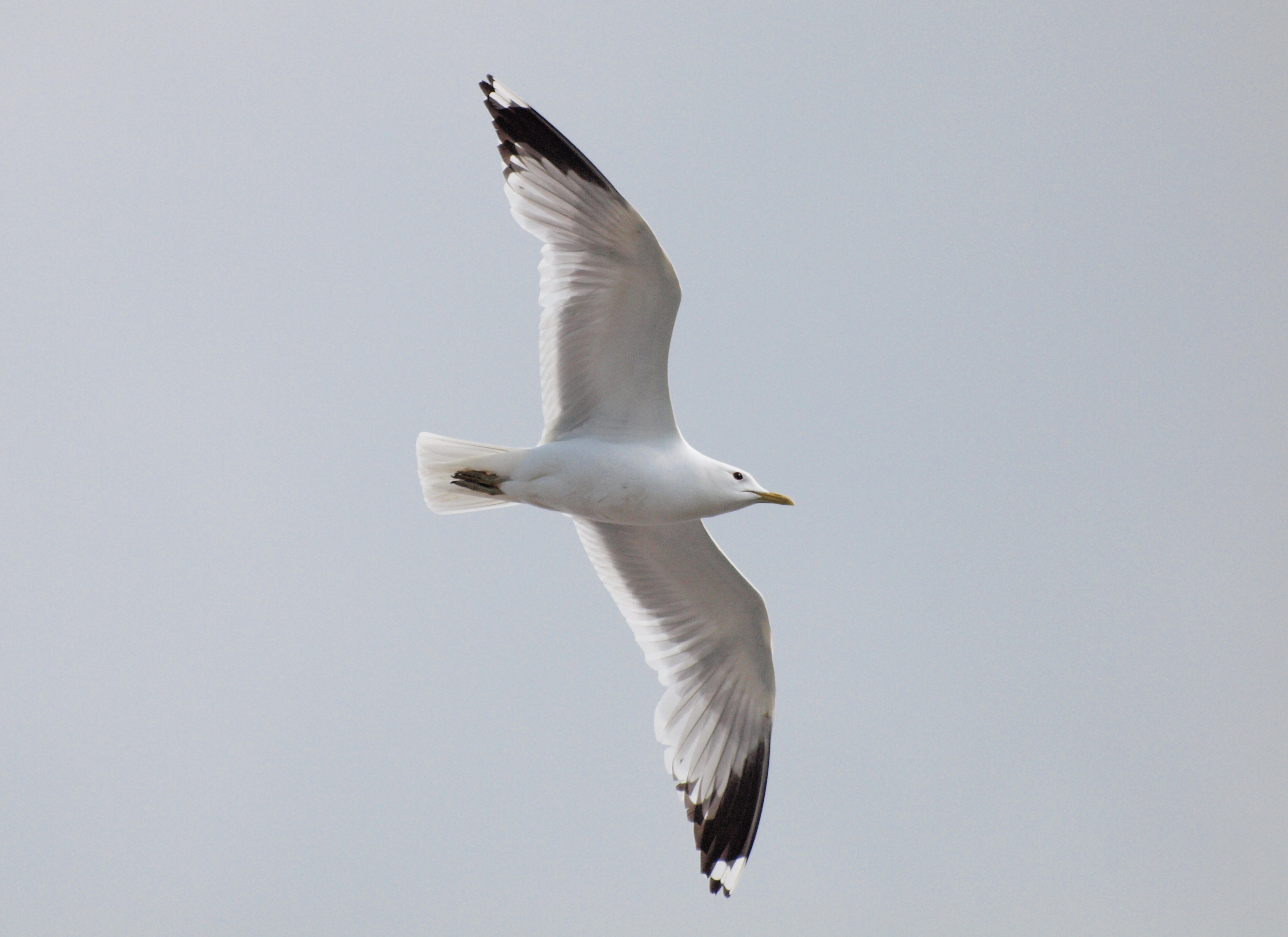
Fliegende Sturmmöwe mit erkennbarem Handflügelmuster

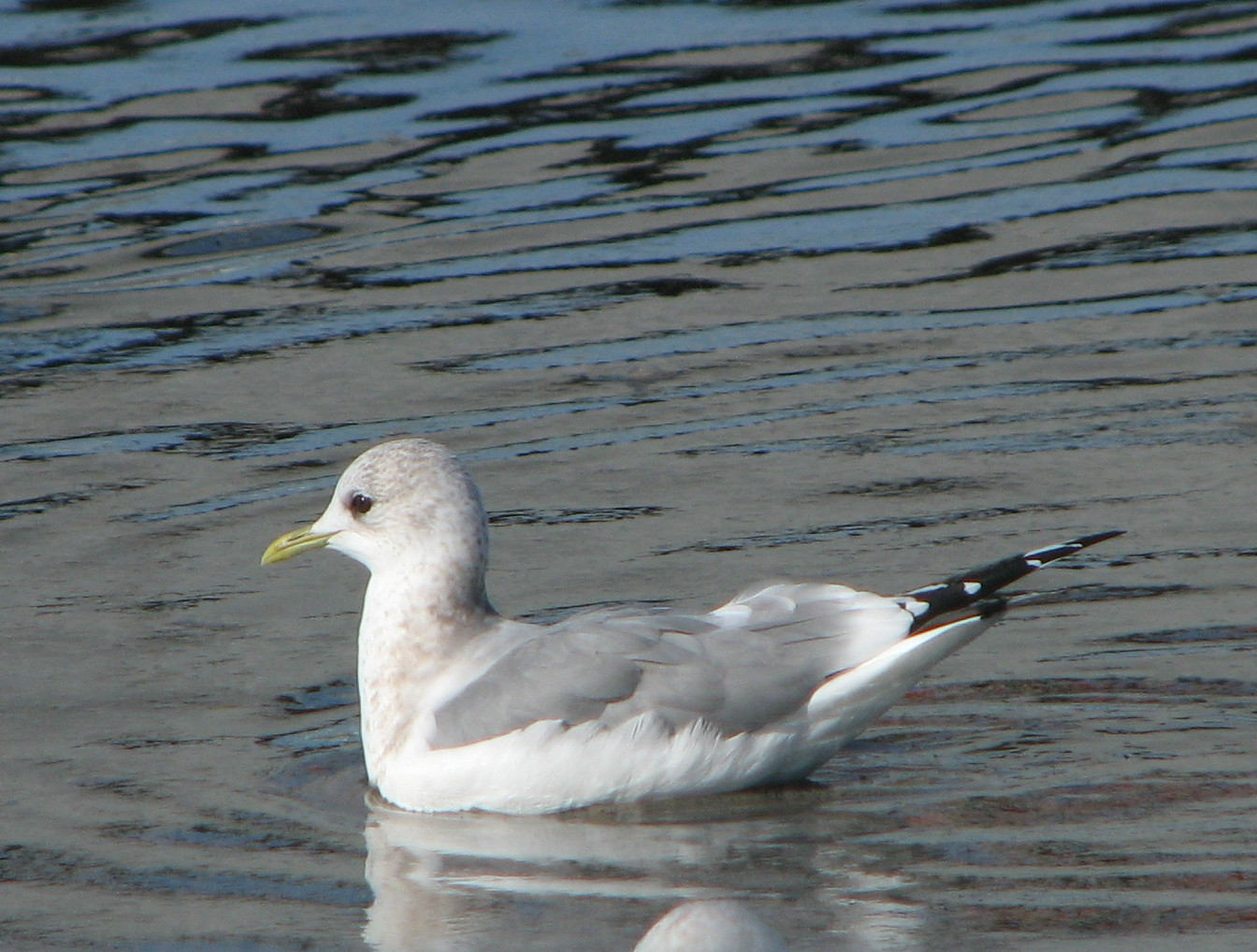
Adulte Sturmmöwe im Winterkleid; hier die amerikanische Unterart L. c. brachyrhynchus, die bisweilen als eine eigene Art angesehen wird

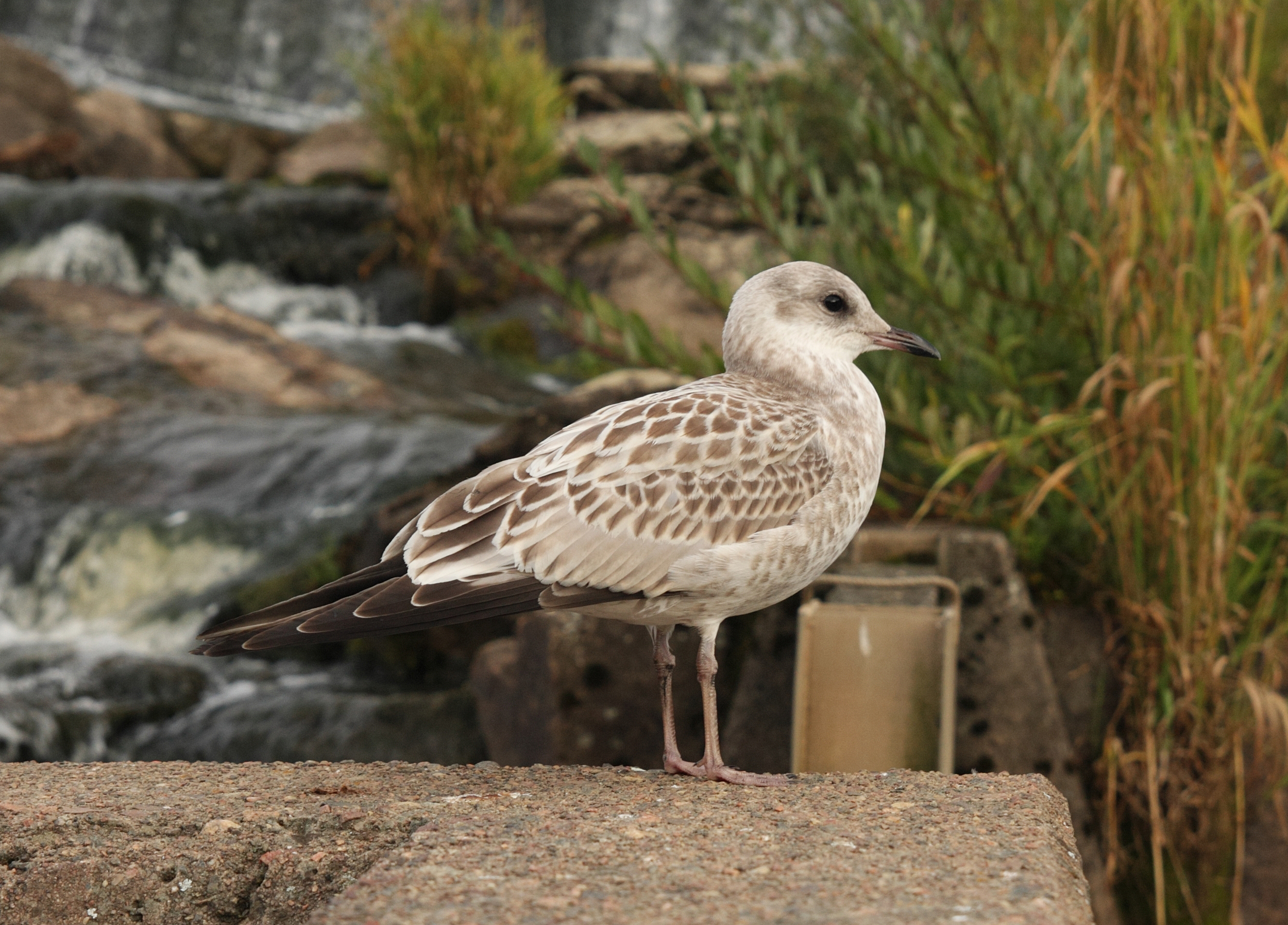
Sturmmöwe im Jugendkleid

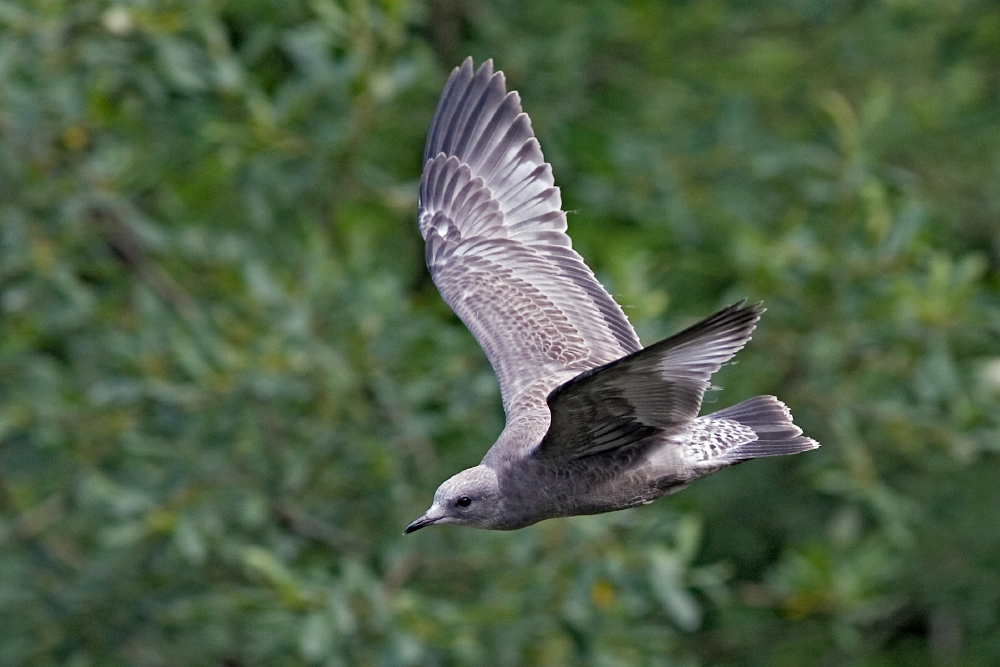
Fliegende Sturmmöwe im Jugendkleid, hier die amerikanische Unterart L. c. brachyrhynchus

Die Sturmmöwe (Larus canus) ist eine Vogelart innerhalb der Möwen (Larinae) und die kleinste Art der Gattung Larus. Ihre Verbreitung liegt vorwiegend in den gemäßigten Breiten und reicht durch ganz Eurasien sowie über die Beringstraße hinweg im Nordwesten Nordamerikas von Alaska bis Zentralkanada. Im Ostteil Nordamerikas wird die Art ökologisch durch die sehr ähnliche, etwas größere und nahe verwandte Ringschnabelmöwe ersetzt. Die amerikanische Unterart wird von manchen Autoren auch als eigene Art angesehen.
Die Sturmmöwe brütet meist in kleineren Kolonien von bis zu 50 Paaren, es kommen jedoch an der Küste bisweilen auch größere mit mehreren tausend Paaren vor. Das Nest wird meist am Boden errichtet, kann aber auch erhöht liegen und sogar Baumnester kommen vor. Wie die meisten Möwen ernährt sich die Art omnivor. Die größten Brutbestände finden sich in Küstengebieten, aber auch Flusslandschaften, Moore und Sümpfe im Binnenland werden besiedelt. Während in Europa viele Vögel im Winter nur kurze Strecken wandern oder in den Brutgebieten verbleiben, ziehen die Vögel im übrigen Verbreitungsgebiet regelmäßig auch weiter. Dabei ziehen die Vögel des mittleren Eurasiens südwestwärts und überwintern zum Teil im Bereich des östlichen Mittelmeeres.
Der Bestand der Sturmmöwe hat in Europa während des zwanzigsten Jahrhunderts wie der vieler anderer Möwen stark zugenommen, war gegen Ende desselben aber in leichtem Rückgang begriffen. Die Art ist jedoch nicht bedroht.

## Beschreibung
Die Sturmmöwe ist mit 40–45 cm Körperlänge und einer Flügelspannweite von 100–130 cm etwas größer als eine Lachmöwe und deutlich kleiner als eine Silbermöwe. Sie ist sozusagen eine zierlich gebaute Ausgabe der größeren Larus-Arten. Im Vergleich zur Silbermöwe erscheint der Kopf rundlicher, der Schnabel feiner, die Flügel schmaler. Ein sicheres Unterscheidungsmerkmal zwischen jeweils ausgewachsenen Tieren ist die völlig andere Augenfarbe. Im Sitzen wirkt bei der Sturmmöwe die Brust gewölbt, der Hinterleib schlank. Der Flug wirkt gemächlich mit kraftvollen Flügelschlägen; im Gleitflug werden die Flügel etwas angewinkelt. Die Geschlechter unterscheiden sich nicht. Junge Sturmmöwen sind ab dem dritten Jahr voll ausgefärbt.

### Adultkleider
Bei adulten Vögeln im Brutkleid sind Schnabel und Beine gelb; die Färbung variiert individuell zwischen orangegelb und grünlich gelb. Die Iris ist braun, das Auge von einem roten Orbitalring umgeben. Kopf, Hals, Unterseite, Bürzel und Schwanz sind rein weiß. Die Oberseite ist bläulich grau. Der Flügel weist wie bei allen Larus-Arten einen breiten, weißen Hinterrand auf. Die Flügelspitze ist schwarz mit einem weißen, subterminalen Spiegel auf den äußeren Schwingen und weißen Spitzen. Die Schwarzfärbung reicht über die äußeren sechs Handschwingen und die Ausdehnung nimmt zum Armflügel hin ab, so dass sie auf der fünften Handschwinge nur noch auf ein subterminales Band beschränkt ist. Beim sitzenden Vogel fallen die weißen Spitzen der Handschwingen, die den Schwanz um 5–7 cm überragen, als feine weiße Punkte auf. Ebenfalls auffällig sind beim sitzenden Vogel die breiten, weißen Spitzen der Schirmfedern.
Im adulten Schlichtkleid ist der Kopf verwaschen graubraun gestrichelt. Die Strichelung ist auf dem Scheitel und am Auge verdichtet; außerdem wird sie im Nacken gröber und wirkt hier oft streifig. Der Schnabel ist blass gelblich bis hell blaugrau und zeigt auf dem vorderen Teil eine schmale, schwarze Binde, die jeweils auf Ober- und Unterschnabel etwas zur Spitze hin gebogen ist, so dass sie z-förmig erscheint. Die Beine sind grünlichgelb.

### Subadulte Kleider
Im Jugendkleid ist der Schnabel dunkel mit hellerer Basis. Das Auge ist dunkel. Oberkopf, Nacken und Halsseiten sind auf weißlichem Grund verwaschen graubraun fleckig bis gestrichelt. Die verwaschene Zeichnung verdichtet sich um das Auge, auf den Ohrdecken und im Nacken. Sie reicht bis auf die Brustseiten und Flanken; die übrige Unterseite ist schmutzig weiß. Der vordere Rücken ist relativ einfarbig graubraun. Der übrige Rücken, Schulterfedern, kleine und mittlere Armdecken wirken durch braune Federzentren und helle Säume geschuppt. Davon heben sich die graubeigen großen Armdecken, von denen nur die inneren einen hellen Spitzensaum und ein subterminales, braunes Zentrum haben, als helles Band ab.

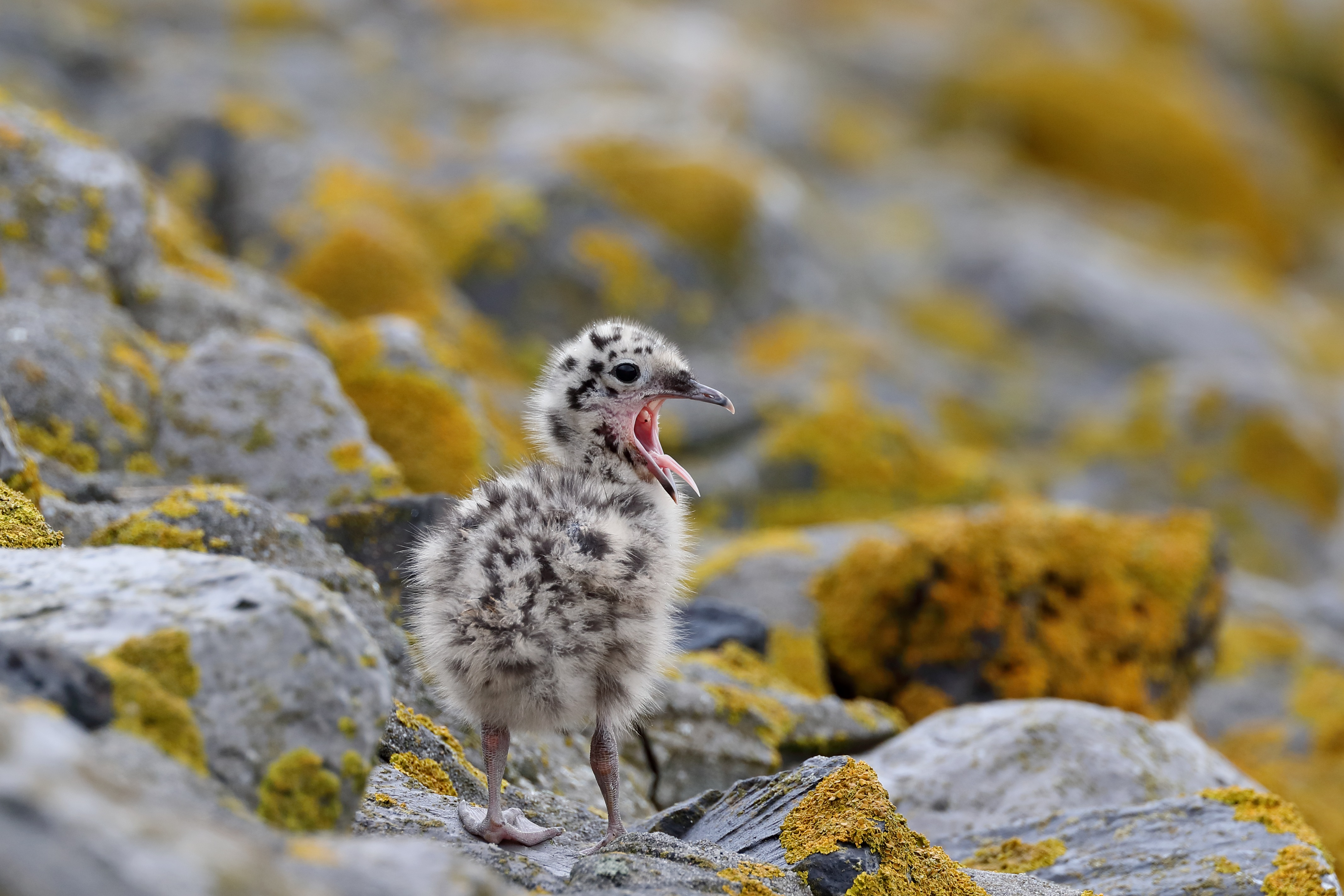
Dunenjunges der Sturmmöwe

Die dunkelbraunen Armschwingen zeigen aufgrund von hellen Spitzen einen breiten, weißlichen Saum, der auf den inneren Handschwingen ausläuft. Der überwiegend schwarzbraune Handflügel zeigt aufgrund von hellen Basen der inneren Handschwingen ein helles Feld zum Armflügel hin. Der Unterflügel zeigt aufgrund dunkler Spitzensäume ein auffälliges Muster. Der Bürzel ist hell graubraun, die Oberschwanzdecken zeigen auf weißlichem Grund dunkle, pfeilförmige Zeichnungen im Bereich des Schaftes. Der weißliche Schwanz trägt eine breite, braunschwarze Subterminalbinde. Die Beine sind fleischfarben.
Ab September mausern diesjährige Vögel ins erste Schlichtkleid. Dabei wird das Gefieder an Kopf, Brust und Oberseite erneuert. Der Kopf ähnelt nun dem adulter Vögel im Winter, die braungraue Strichelung reicht aber oft bis auf Brustseiten und Flanken. Der einfarbig hellgraue Mantel und Rücken setzt sich vom noch juvenilen Flügelgefieder mit bräunlichen Federzentren und hellen Säumen ab. Dieser Kontrast verstärkt sich zum Frühjahr hin, wenn das Flügelgefieder ausgebleicht ist und daher sehr hell wirkt. Das Merkmal kann auch im Flug auffällig sein. Der Bürzel ist nun meist komplett weiß und setzt sich scharf gegen die dunkle Schwanzbinde ab. Die Schnabelbasis ist gegenüber dem Jugendkleid sichtlich aufgehellt, die Beine immer noch fleischfarben.
Im zweiten Winter ist die dunkle Schnabelbinde meist breiter und auffälliger, als bei voll ausgefärbten Vögeln. Die Handdecken sind zum Teil noch schwärzlich gefärbt, die weißen Spitzen der Handschwingen und der helle Spiegel auf den beiden äußeren Handschwingen sind noch nicht so ausgedehnt wie bei adulten Vögeln und daher unauffälliger. Auch auf den Schirmfedern können sich noch dunkle Zentren finden; Reste der Schwanzbinde können noch bei einzelnen Steuerfedern angedeutet sein.

## Stimme
Die Sturmmöwe ist vor allem zur Brutzeit recht ruffreudig und weist wie alle Möwen ein breites Rufrepertoire auf. Der Hauptruf (Hörbeispiel) ist ein helles, manchmal leicht quiekendes und nasales kiä oder kia, das weniger kräftig und höher ist, als der entsprechende Ruf der Silbermöwe, und bei Erregung gereiht werden kann. Das Jauchzen (long call, Hörbeispiel) ist höher, im Mittelteil oft schriller und schneller. Der als Stimmfühlungs- und Kontaktruf geäußerte „Katzenruf“ (mew call) wird als weiches, leises, teils jaulendes oder manchmal vibrierendes oiiiie beschrieben. Als Alarmruf wird ein staccatoartiges, tiefes gä gä gä oder wä wä wä geäußert. Der Bettelruf des Weibchens bei der Balz ist ein hohes, feines kliä; bei der oft folgenden Begattung ist ein an- und abschwellendes, tiefes Gackern zu vernehmen (Hörbeispiel).

## Verbreitung

Verbreitung der Sturmmöwe, orange das Brutgebiet. Nicht enthalten ist das Brutgebiet der Unterart L. c. brachyrhynchus.

Das nahezu zirkumpolare Brutareal der Sturmmöwe umfasst große Teile der Paläarktis und einen großen Teil der westlichen Nearktis.
In Nordeuropa kommt die Art auf Island, auf den Färöern und in fast ganz Fennoskandien vor. Sie besiedelt den Nordteil der Britischen Inseln und sporadisch auch den Südteil. In Westeuropa gibt es ferner vereinzelte Brutvorkommen in Frankreich und in Portugal. In Mitteleuropa brütet die Art nur selten an der Nordsee, größere Vorkommen gibt es an der Ostsee in Dänemark, Deutschland, Polen und im Baltikum. Im Binnenland reichen einzelne Vorkommen bis ins Alpenvorland und nach Ungarn.
Ostwärts erstreckt sich die Verbreitung in einem breiten Gürtel durch ganz Asien bis nach Kamtschatka, zum Anadyrgolf und bis auf die Kurilen. Im Süden reicht das Areal dort durch die Kirgisische Steppe, bis Tuwa und zum Baikalsee, durch Daurien und das Stanowoigebirge. Südlich des Kaukasus gibt es jedoch Brutvorkommen noch in Armenien und im nordwestlichen Iran.
In Nordamerika reicht die Verbreitung im Norden vom Kotzebue Sound in Alaska ostwärts durch das Tal des Yukon River südlich der Brooks Range und durch das gesamte Yukon Territory. In den Northwest Territories reicht das Areal von der Mündung des Mackenzie River ostwärts bis zum Horton River und südwärts bis zum Great Slave Lake. In einem Ausläufer erstreckt es sich dann südwärts bis ins nordöstliche Alberta und in den Norden Saskatchewans, wo die Art noch etwa bis zum Lake Athabasca und zum Wollaston Lake regelmäßig vorkommt. Brutzeitbeobachtungen liegen vom Reindeer Lake vor, gelegentliche Bruten gab es bis ins nordöstliche Manitoba. entlang der Pazifikküste verläuft ein weiterer Ausläufer, der auch noch den Nordwesten von British Columbia umfasst, dann aber in einem recht schmalen Küstenareal bis Vancouver Island reicht, wobei die Art jedoch auf Haida Gwaii als Brutvogel fehlt.

## Geografische Variation
Es werden allgemein vier Unterarten anerkannt. In der Paläarktis variieren Gefiederfärbung und Schnabelgröße klinal (allmählich) von West nach Ost, hin zu einer dunkleren Oberseite und robusteren Schnäbeln. Bei der Flügellänge weisen die Populationen der Zentralpaläarktis die größten Maße auf, die Unterart L. c. kamtschatschensis weicht aber davon nur geringfügig ab. Die nearktische Unterart unterscheidet sich relativ deutlich, so dass manche Autoren sie als eigene Art ansehen. Dies wird auch durch genetische Befunde gestützt, findet bislang aber keine breite Anerkennung. L. c. brachyrhynchus ist wesentlich zierlicher mit rundlicherem Kopf und feinerem Schnabel. In der Färbung der Oberseite gleicht sie L. c. heinei, ist also etwas dunkler als die Nominatform. Das Jugendkleid und das erste Winterkleid unterscheiden sich deutlich. Die Oberseite ist dunkler, die Unterseite flächig braungrau. Ober- und Unterschwanzdecken sind breit bräunlich gebändert, so dass sich die dunkle Subterminalbinde des Schwanzes kaum abhebt.
- L. c. canus Linnaeus, 1758 – von Island und den Britischen Inseln ostwärts bis zum Weißen Meer
- L. c. heinei Homeyer, 1853 – von der Kanin-Halbinsel und der Oblast Moskau ostwärts bis zur Lena in Mittelsibirien
- L. c. kamtschatschensis (Bonaparte, 1857) – Nordöstliches Sibirien
- L. c. brachyrhynchus Richardson, 1831 – nördliches Alaska und Mackenzie südwärts bis British Columbia und in den Norden Saskatchewans

## Wanderungen
Während die westeuropäischen Populationen der Sturmmöwe größtenteils im Bereich ihrer Brutgebiete verbleiben oder meist nur kurze Strecken ziehen, nimmt der Anteil an regelmäßigen Zugvögeln sowie die Länge der zurückgelegten Strecken nach Osten hin zu.
Ostsibirische Vögel sind reine Zugvögel, deren Überwinterungsgebiete sich vom Südrand des Ochotskischen Meeres und Sachalin südwestwärts bis nach Japan und Südostasien erstrecken. Die zentralpaläarktischen Populationen ziehen hingegen süd- und westwärts und überwintern im Baltikum, am Schwarzen Meer, am Kaspischen Meer und im Nahen Osten. Vögel aus Fennoskandien überwintern in einem Gebiet zwischen Dänemark und Großbritannien, andere europäische Vögel hauptsächlich zwischen dem Baltikum und Großbritannien sowie in Frankreich regelmäßig bis zur Loiremündung. Kleinere Zahlen finden sich auch im Mittelmeerraum; einzelne Vögel gelangen bis an die Küsten der Iberischen Halbinsel oder nach Nordafrika. Auch im mitteleuropäischen Binnenland finden sich einzelne Überwinterer, bei denen es sich meist um finnische oder russische Vögel handelt. Auch mit der Unterart L. c. heinei ist hier zu rechnen. Entlang der großen Flüsse können sie bis an den Rand der Alpenregion gelangen.
In Nordamerika ist das Zugverhalten wenig untersucht, es wird aber angenommen, dass die meisten Vögel ziehen. Sie überwintern entlang der Pazifikküste, wo man die Art im Winter südwärts bis Niederkalifornien findet.
Die Kolonien werden ab Juli geräumt. Jungvögel dispergieren dabei zunächst in alle Richtungen, adulte ziehen gerichteter fort. In Europa erfolgt dies südwestwärts, es wird dann vor allem das Wattenmeer der Nordsee als Mauserort genutzt. Generell sind die meisten adulten Vögel bis Oktober, jüngere bis Dezember in den Winterquartieren angelangt. Der Zug kann sich aber noch bis in den Februar hinein erstrecken. In Südskandinavien sind während des Herbstzugs zwei Wellen spürbar, deren Maxima jeweils im Spätsommer und zwischen Oktober und November liegen. Erstere umfasst vor allem adulte, einheimische Vögel, letztere vor allem russische Populationen. Dazwischen zieht sich sehr viel gedehnter der Zug der subadulten Vögel hin. Der Frühjahrszug beginnt in Europa Mitte Februar und erreicht seinen Höhepunkt zwischen März und Mitte Mai. Dabei ziehen bis Mitte April hauptsächlich die Altvögel durch, das Gros der Einjährigen ab Ende April. Die Populationen Nordamerikas und Asiens zeigen eine ähnliche Zugphänologie.

## Lebensraum
Die Sturmmöwe ist im Hinblick auf ihren Lebensraum sehr anpassungsfähig und brütet sowohl an der Küste, als auch – meist aber in geringeren Zahlen – an Binnengewässern oder in Sümpfen und Hochmooren. Koloniestandorte müssen trocken und relativ sicher vor Bodenfeinden sein, niedrigen bis schütteren Bewuchs und mindestens in der weiteren Umgebung geeignete Nahrungsgründe aufweisen. Für letztere werden teils beachtliche Flugstrecken in Kauf genommen, größere Kolonien liegen aber meist in der Nähe von Grün- oder Ackerland.
In den naturnahen Lebensräumen Russlands brütete die Sturmmöwe um die Jahrhundertwende zum 20. Jahrhundert bevorzugt an sumpfigen Seeufern oder Flussarmen, in Steppensümpfen, auf Sandbänken in Flüssen oder auf gewässernahen Sandebenen. Ähnliches wird aus Nordamerika berichtet, wo die Art zur Brutzeit in der Tundra, in Sümpfen und an Binnengewässern aller Art vorkommt.
An der Ostsee findet sich die Sturmmöwe als Brutvogel vor allem auf vorgelagerten Inseln, Halbinseln und Nehrungen, an der Nordsee in Dünen, auf Salzwiesen und Halligen, seltener auf Spülflächen. Eine große Brutkolonie findet sich auf einer Insel der Unterelbe. Im Norden der Britischen Inseln werden im Binnenland häufig Deckenmoore, gelegentlich Kiesbänke in Flüssen, sehr selten auch Steilküsten als Brutplatz angenommen. Die Höhenverbreitung reicht hier teils bis 900 m. In Skandinavien brütet die Art teils in der sumpfigen Tundra, wie beispielsweise in der Hardangervidda, wo auf 1332 m die höchsten Brutplätze liegen. Felstundra wird jedoch allgemein gemieden.
Im mitteleuropäischen Binnenland zeigt sich die Sturmmöwe nicht selten als Kulturfolger und brütet an Kiesgruben, in Braunkohlerevieren, an Fischteichen oder Baggerseen.
Außerhalb der Brutzeit ist die Art vor allem im Bereich der Küste, seltener auch im Binnenland zu finden. Meist stellen das Litoral, größere Gewässer und Flussmündungen die Schlafplätze, von denen aus die Nahrungsgründe aufgesucht werden. Bei diesen ist im Unterschied zur Lachmöwe eine Bevorzugung insgesamt trockenerer Flächen wie Grün- oder Ackerland festzustellen. Im Watt findet sich die Sturmmöwe vorwiegend auf sandigen oder festen Flächen. Auch an Mülldeponien ist sie zu beobachten, seltener aber an Kläranlagen oder Abwasserkanälen wie die Lachmöwe.

## Ernährung
Wie auch andere Möwen ernährt sich die Sturmmöwe omnivor und weist eine breite Palette an Verhaltensweisen bei der Nahrungssuche auf. Hierbei steht sie schwerpunktmäßig zwischen Silber- und Lachmöwe. Während erstere eher überreiche Nahrungsquellen nutzt, sammelt die Sturmmöwe auch häufig kleine und breit verteilte Nahrung auf, ist aber viel seltener als die Lachmöwe schwimmend, gründelnd oder im niedrigen Suchflug bei der Nahrungssuche anzutreffen; auch Stoßtauchen kommt nur selten vor. An Mülldeponien steht sie meist hinter Großmöwen zurück und ist daher dort oft nur in kleineren Zahlen zu finden.
Generell besteht die Nahrung aus Regenwürmern, Watt- oder Seeringelwürmern, Insekten (vor allem Käfern), anderen aquatischen oder terrestrischen Wirbellosen, kleineren Fischen, Getreide oder Früchten. Auch Vögel, Eier und kleine Säugetiere zählen zum Beutespektrum. Nahrungsspektrum und -zusammensetzung können sich jahreszeitlich, vor allem aber regional sehr stark unterscheiden.
In Europa, aber teils auch in Nordamerika ist die Art häufig im Kulturland zu finden, wo sie beim Pflügen auf Äckern oder auf Viehweiden schreitend nach Insekten und deren Larven sucht. In der Nachbrutzeit wird die Nahrung oft im Watt gesucht. In Jahren mit Wühlmaus-Gradationen können diese vor allem zur Brutzeit einen Großteil der Nahrung stellen. In manchen Moorgebieten hängen die Bestandszahlen sogar stark vom Wühlmausaufkommen ab. Die Nager werden aus dem Rüttelflug heraus überrascht, durch Schnabelhiebe auf den Kopf getötet, durchs Wasser geschwenkt und so lange gewalkt, bis sie im Ganzen verschlungen werden können.
In British Columbia wurden an Binnenseen Signalkrebse als Nahrung festgestellt, an der Küste fängt die Sturmmöwe in Gezeitentümpeln Fischarten wie die Zwerggrundel Lepidogobius lepidus oder den Nördlichen Bootsmannfisch, im Meer den Pazifischen Hering oder Lachse. Im Baltikum wurden bis zu 73 % Fisch als Nahrung festgestellt und auch an der Weißmeerküste scheint Fisch die Hauptnahrung zu bilden.
Vor allem im Winter lebt die Art von Kleptoparasitismus und Mülldeponien; in Alaska stellen die letzteren manchmal die Nahrungsgrundlage größerer Kolonien dar.

## Fortpflanzung

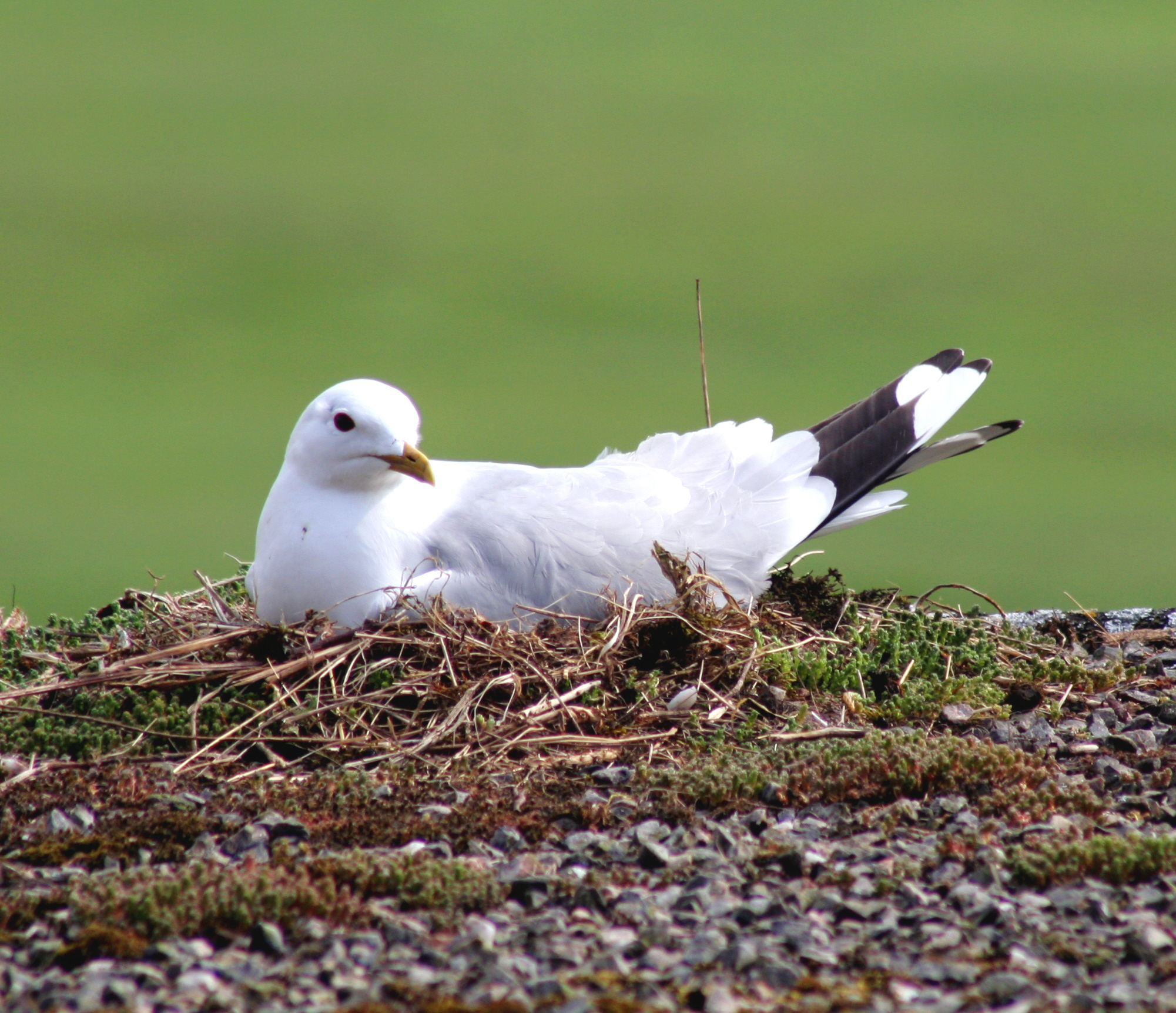
Brütende Sturmmöwe

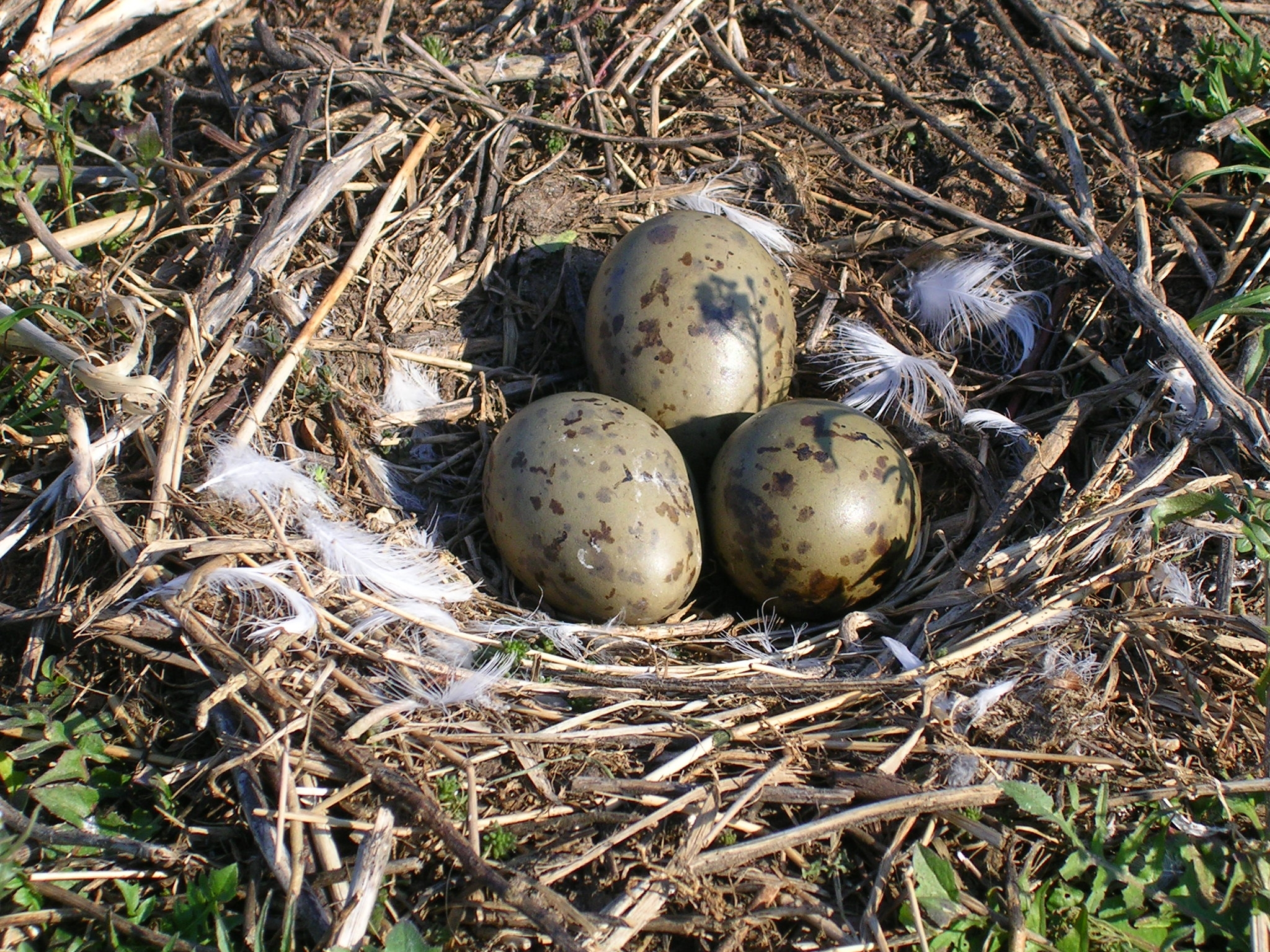
Gelege der Sturmmöwe mit drei Eiern

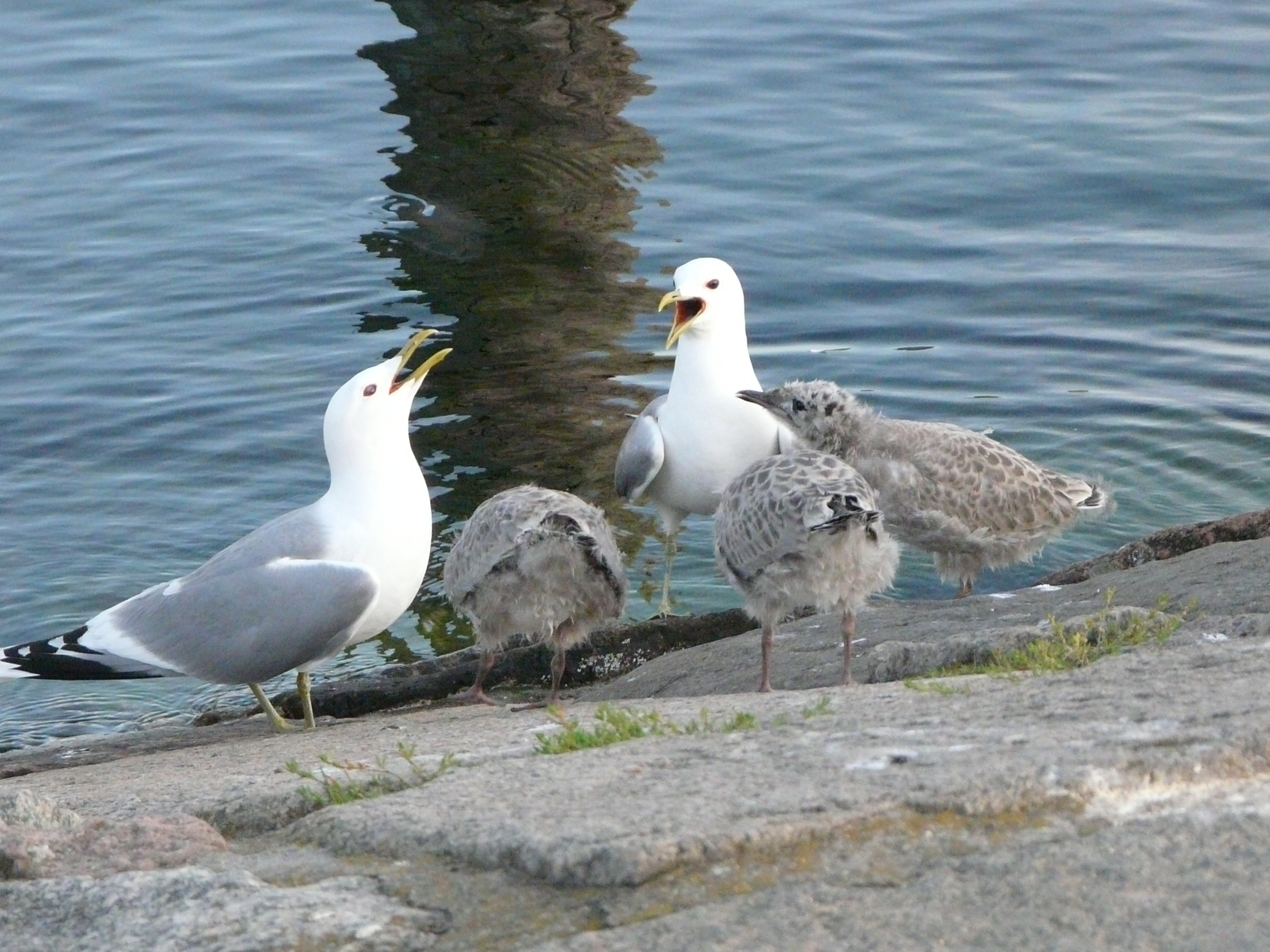
Sturmmöwenpaar mit drei Jungvögeln

Die Sturmmöwe brütet meist in kleineren Kolonien von bis zu 50 Paaren. Auch große Kolonien mit über 1000 Brutpaaren kommen vor, diese gibt es aber in Mitteleuropa nur an sehr wenigen Standorten. Einzelbrutpaare schließen sich oft Silber- oder Lachmöwenkolonien an.
Junge Vögel schreiten im Alter von zwei bis vier Jahren zum ersten Mal zur Brut, die meisten (etwa 60 %) jedoch im Alter von drei Jahren. Sturmmöwen führen eine monogame Saisonehe, die aufgrund der hohen Brutplatz- und Partnertreue der Männchen oft zu einer langjährigen Dauerehe wird. Die Partner verbringen den Winter jedoch immer getrennt. Neuverpaarungen kommen ebenfalls nicht selten vor; auch wenn beide Partner noch leben.
Die Kolonie wird ab April besetzt. Zunächst erfolgt dies noch zögerlich und durch kleinere Trupps, dann trifft der überwiegende Teil des Brutbestands innerhalb weniger Tage ein. Dennoch kann es sich noch bis Ende Mai oder Anfang Juni hinziehen, bis die Kolonie vollständig besetzt ist. Die Vögel übernachten zunächst meist nicht in der Kolonie, sondern kehren noch zu ihren Schlafplätzen zurück. Erst nach Beginn des Nestbaues bleiben sie auch nachts in der Kolonie.
Manchmal erfolgt bei langjährigen Paaren die Paarbildung schon vor Ankunft am Brutplatz; zum Teil finden die Partner aber erst zeitlich versetzt dort ein. Männchen gründen dann ein Revier, Weibchen verhalten sich nicht-territorial. Neue Paare finden sich im „Klub“, einer lockeren Ansammlung noch unverpaarter Vögel in unmittelbarer Nähe einer Kolonie.

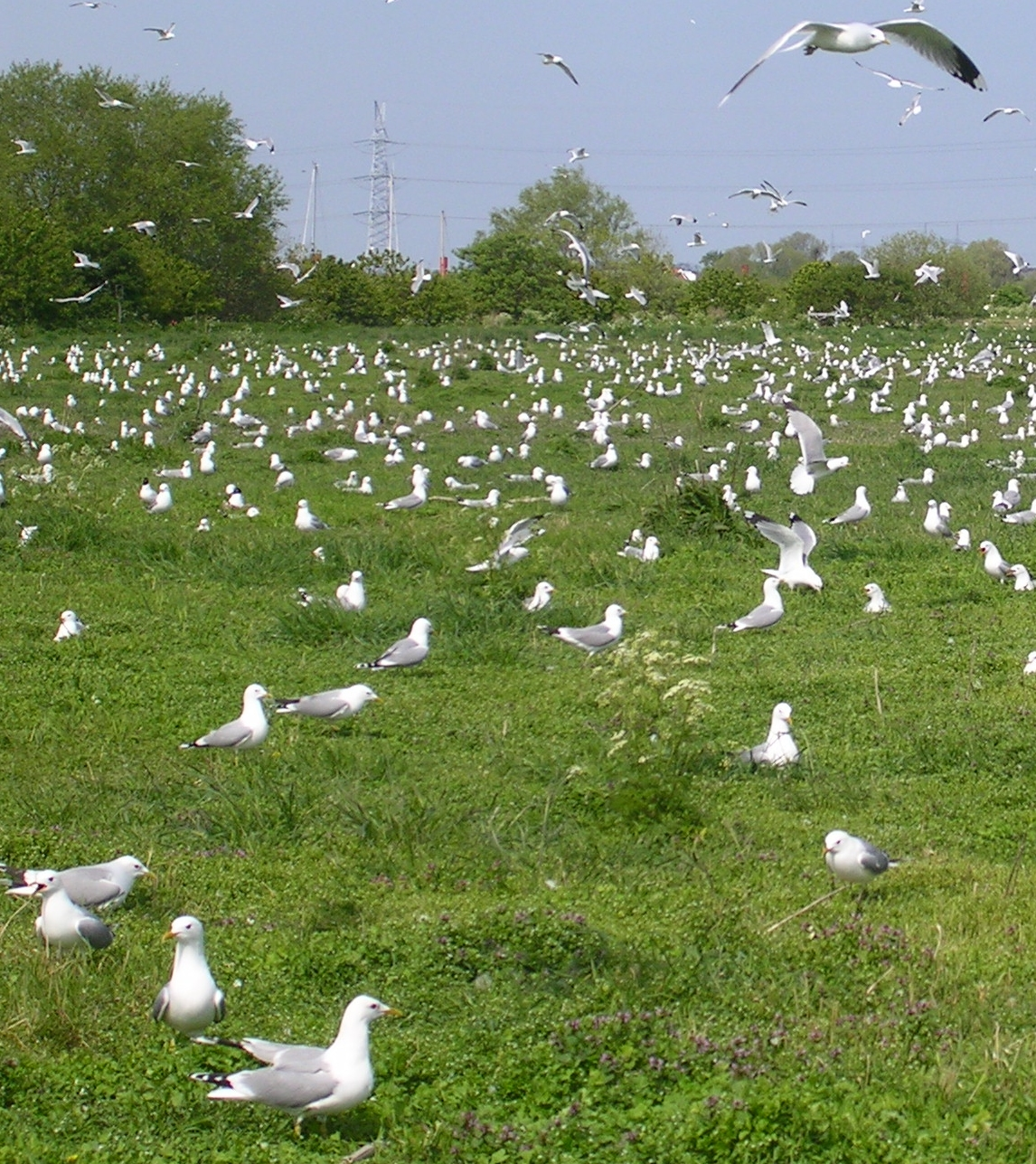
Sturmmöwen-Brutkolonie auf einer Insel in der Unterelbe
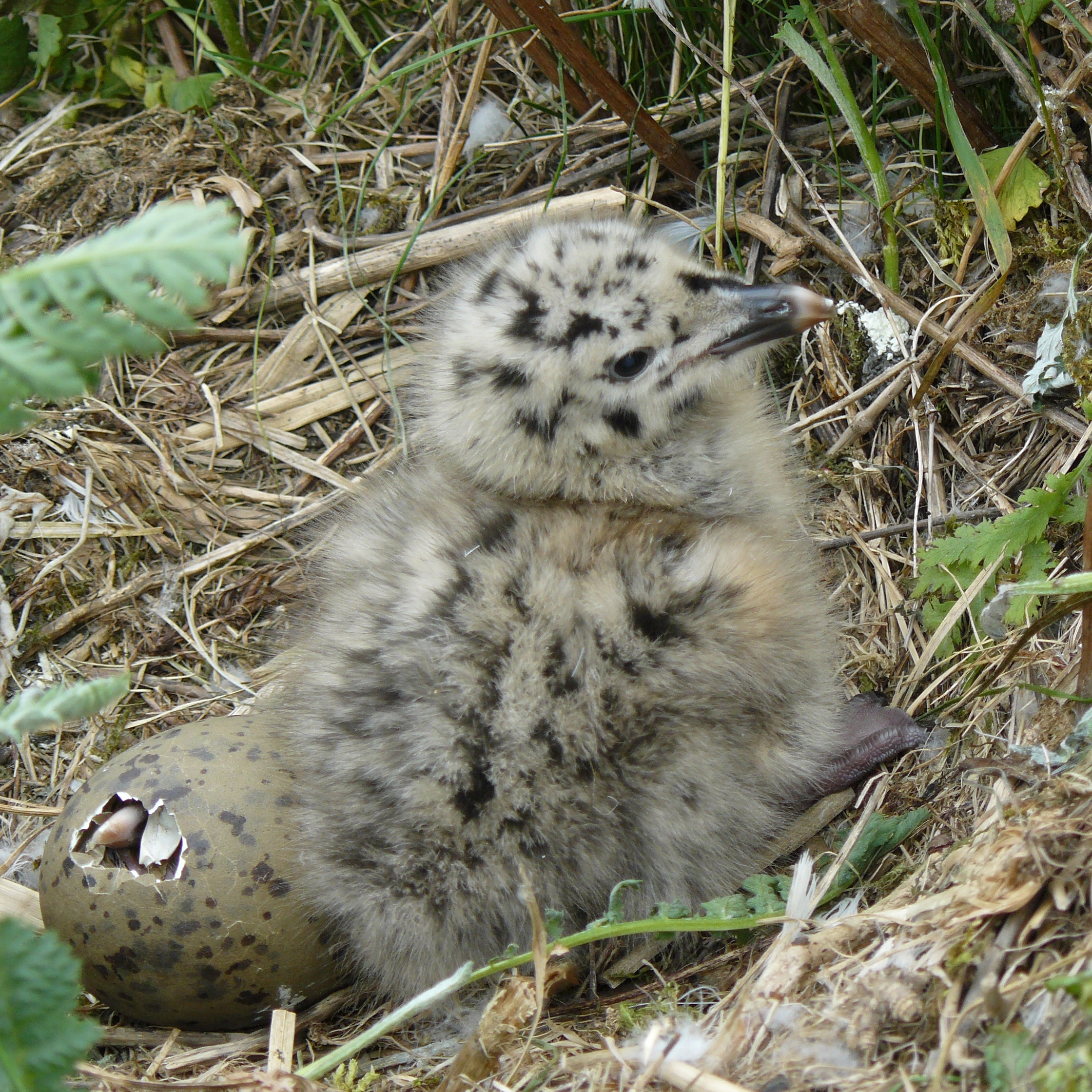
Gelege mit einem frisch geschlüpften Sturmmöwenküken; das zweite Küken öffnet noch die Eischale.
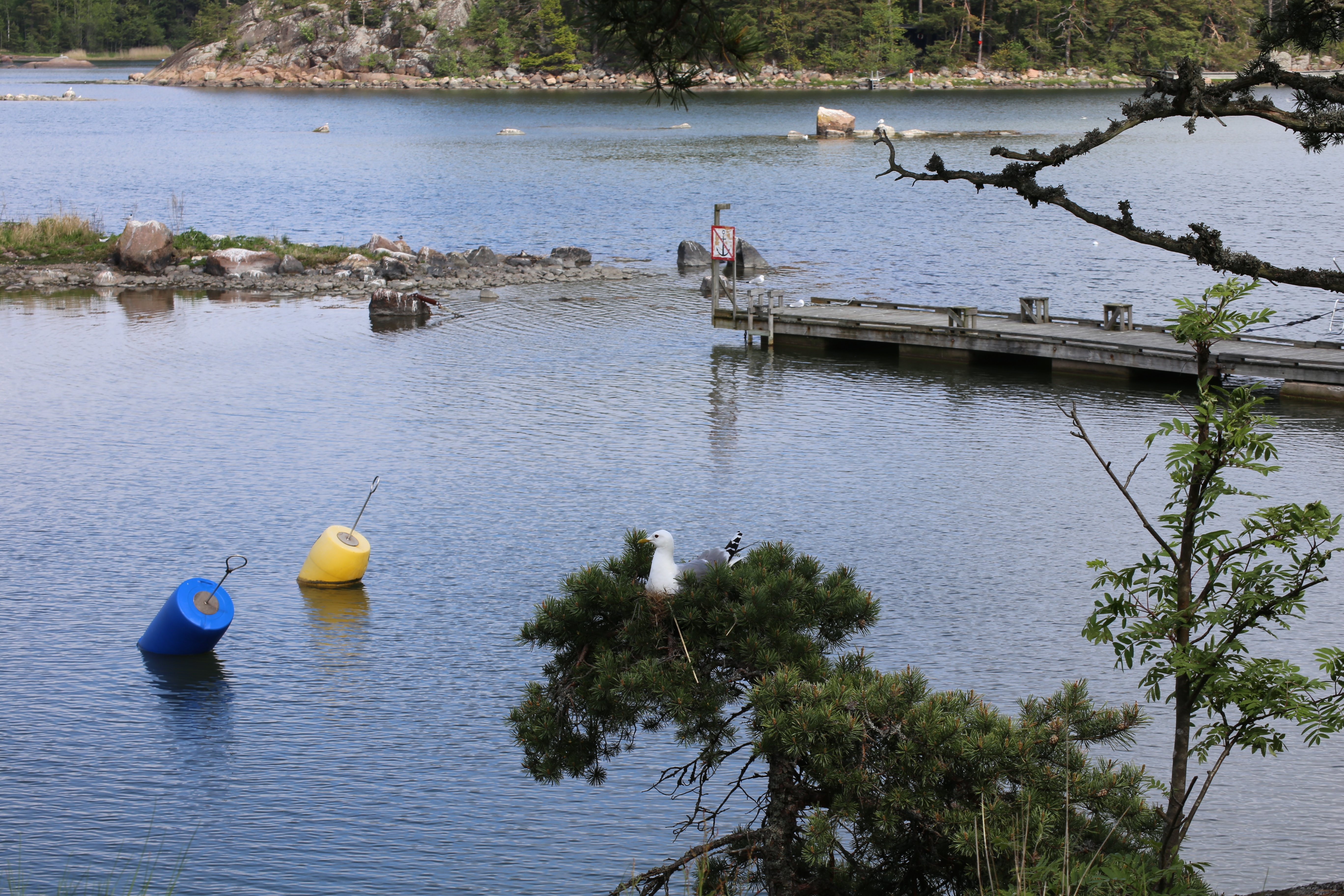
Die Sturmmöwe brütet im Unterschied zu anderen Möwen auch in Bäumen. Hier ein Brutplatz in der Krone einer Kiefer.
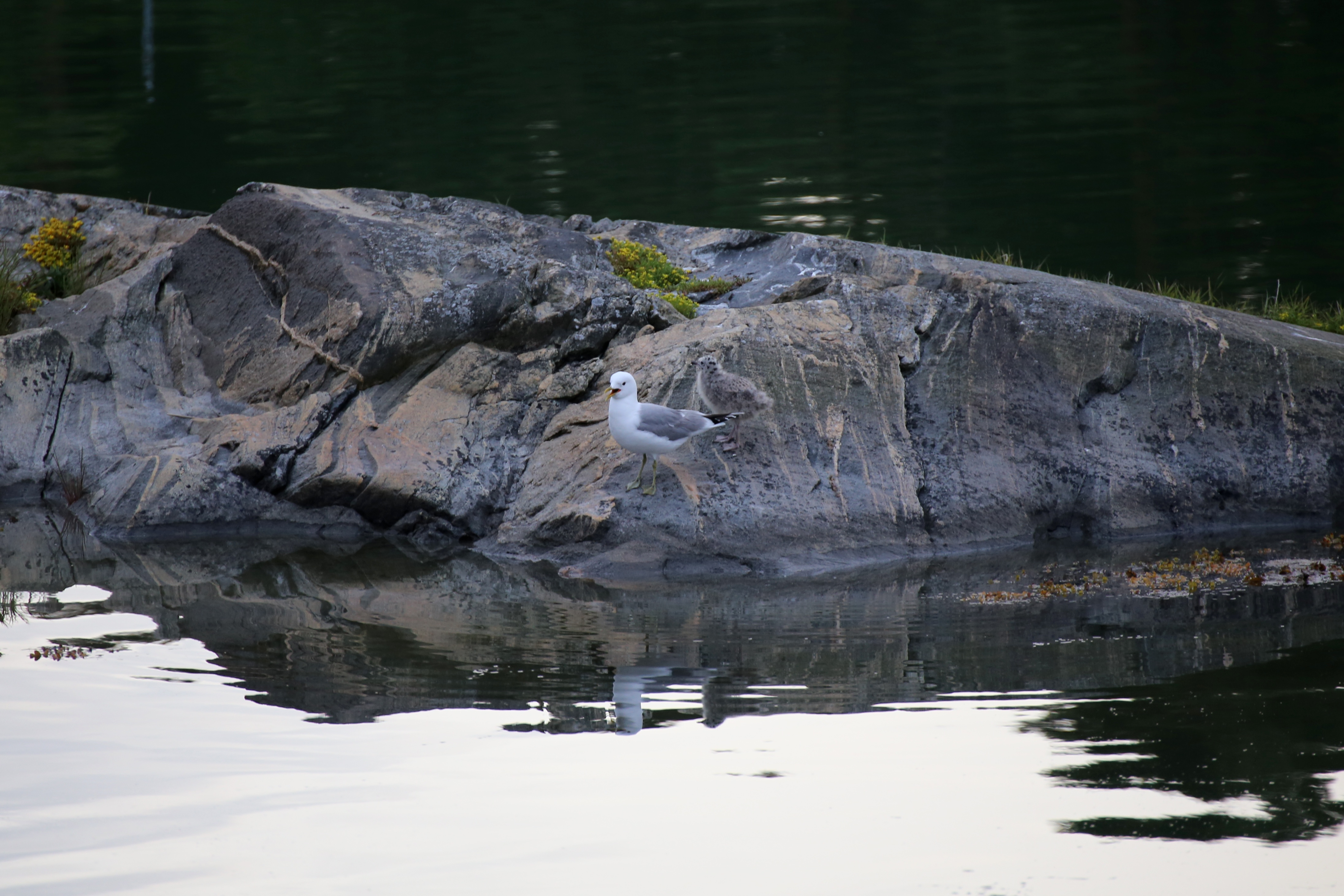
Durch seine allomimetische Graufärbung fällt das Möwenküken neben dem Altvogel erst durch das Spiegelbild im Wasser auf.

Das Männchen sucht den Nistplatz aus und sehr häufig handelt es sich bei diesem um den des Vorjahres. Er muss möglichst sicher vor Bodenfeinden, Witterung und Überflutung sein. Meist steht das Nest an wenig bewachsenen Standorten am Boden, insbesondere im Zentrum einer Kolonie aber auch an erhöhten Standorten. Bodennester befinden sich an unzugänglichen Stellen wie Inselchen, Bülten, Landzungen, Dämmen oder Schwingrasen. Nester in erhöhten Positionen auf Felsblöcken und Baumstubben, in Kopfweiden oder Pappeln (seltener auch in anderen Laubbäumen), in Büschen, niedrigen Nadelbäumen oder in toten Bäumen. Baumnestern werden manchmal selbst errichtet, öfter werden aber alte Krähen- oder Elsternester angenommen. Diese stehen oft in Höhen zwischen 6 und 7 m.
Das Nest ist ein flacher Bau aus Pflanzenmaterial, der je nach Verfügbarkeit des Nistmaterials unterschiedlich umfangreich ausfallen kann. Der Durchmesser liegt zwischen 20 und 30 cm, die Mulde ist 12–20 cm breit und meist 2–5 cm tief. Müssen Unebenheiten im Boden ausgeglichen werden, kann das Nest aber auch sehr umfangreich sein. Als Nistmaterial werden feine, weiche oder zumindest biegsamen, oft nasse Pflanzenteile wie Gräser, Binsen, Kräuter, Wurzeln, Moose, Flechten oder verschiedene Fasern verwendet; nur selten auch sparrige Halme. Nur das Weibchen baut, das Männchen schafft das Nistmaterial aus der näheren Umgebung herbei. Oft werden Nester vom Vorjahr wieder in Stand gesetzt.
Etwa vierzehn Tage nach dem Beginn des Nestbaus erfolgt die Eiablage. Diese liegt in Mitteleuropa meistens zwischen der letzten April- und der ersten Maidekade. Weiter im Norden und in Gebirgsregionen auch später bis in den Juni hinein.
Das Gelege besteht aus zwei oder drei, seltener ein oder vier Eiern, die auf braunem oder olivfarbenem Grund unregelmäßig schwarz bis hellbraun gefleckt und etwa 57 × 41 mm groß sind.
Nach Ablage des letzten oder vorletzten Eies wird das Gelege von beiden Partnern zwischen 23 und 28 Tagen bebrütet. Die Jungen verlassen das Nest ab dem Alter von 4 Tagen und können nach 28–33 Tagen fliegen. Sie werden von beiden Eltern gefüttert.

## Sterblichkeit und Alter
Sturmmöwen können ein beträchtliches Alter erreichen. In Estland ist ein Alter von 34 Jahren nachgewiesen. Die Möwe „Marta“ wurde am 3. Juni 1981 geboren und noch 2015 kurz vor ihrem 34. Geburtstag fotografiert. Das höchste durch Ringwiederfunde belegte Alter einer in Dänemark beringten Sturmmöwe belief sich auf 33 Jahre und acht Monate; in Deutschland wurde zwei Tiere nachweislich 21 Jahre und elf bzw. 21 Jahre und sieben Monate alt.

## Bestandsentwicklung

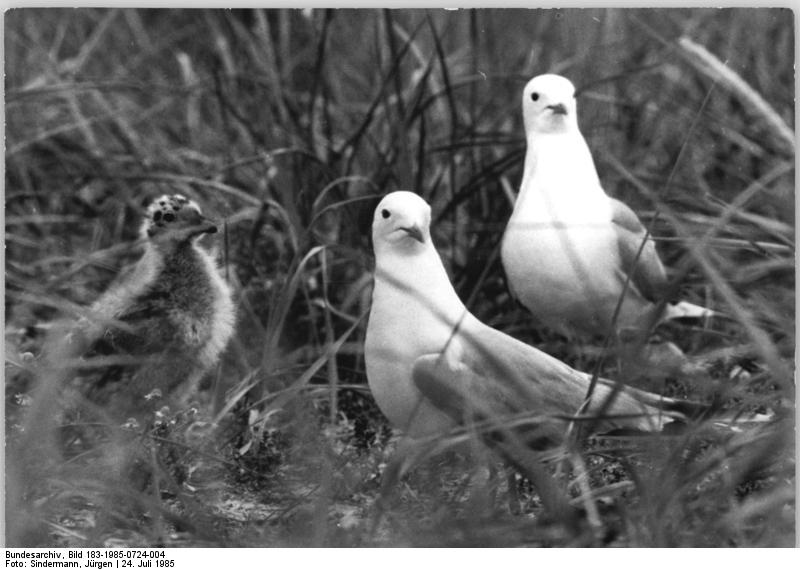
Zu Zeiten der DDR befand sich auf Langenwerder mit zeitweise bis zu 10.500 Brutpaaren die größte Sturmmöwenkolonie Mitteleuropas, 2011 brüteten dort noch etwa 1.900 Paare.

Der weltweite Bestand der Sturmmöwe wird von der Organisation BirdLife International auf 2.500.000 bis 3.700.000 adulte Vögel geschätzt, anderen Schätzungen zufolge beträgt er über eine Million Brutpaare. Die Art wird von der IUCN als nicht bedroht („least concern“) angesehen.
In Europa nahmen die Bestände in der Mitte des 20. Jahrhunderts wie bei vielen Möwenarten stark zu, was auf die Einrichtung zahlreicher Seevogelschutzgebiete nach dem Zweiten Weltkrieg, das zunehmend mildere Klima und das verbesserte Nahrungsangebot im Winter zurückzuführen war. Besonders auf den Britischen Inseln konnte die Art in dieser Zeit Arealgewinne verzeichnen; zudem wurden Island, Polen und Österreich erstmals besiedelt. In Mittel- und Westeuropa wurde der Bestandshöhepunkt etwa Ende der 1970er Jahre erreicht, als die Winterbestände so groß waren, wie nie zuvor. Danach erfolgten dann bis in die 1990er Jahre Rückgänge. Bis 2000 stabilisierten sich vielerorts die Bestände wieder auf einem wesentlich niedrigeren Niveau, anderenorts scheinen leichte Rückgänge anzuhalten. Die Ursachen hierfür sind lokal unterschiedlich. Zum Teil ist der Konkurrenzdruck durch die Silbermöwe ursächlich wie in Dänemark, wo entgegen dem allgemeinen Trend die Rückgänge schon in den 1940er-Jahren erfolgten. Zum anderen haben sich wie in Norwegen die Ernährungsbedingungen und demzufolge die Bruterfolge verschlechtert. Weitere Gefährdungsursachen sind Lebensraumverluste, Störungen zur Brutzeit durch touristische oder andere Aktivitäten, das Absammeln von Eiern und lokal die Einwanderung von Bodenfeinden wie Füchsen oder Nerzen auf zuvor unbesiedelten Inseln.
Für Nordamerika liegen keine Angaben über den Bestandstrend vor. In Alaska ergaben Zählungen einen Brutbestand von 1700 Paaren in 44 Kolonien entlang der Küste. Der Bestand im Inland wird noch einmal auf mindestens das Dreifache, der Gesamtbestand auf etwa 10.000 Brutpaare geschätzt. Bei Weihnachtszählungen wurde entlang der Pazifikküste ein Winterbestand von 50.000 Vögeln ermittelt. Im Prinz-William-Sund gehörte die Sturmmöwe zu sechs Brutvogelarten, deren Bestände sich nach der Havarie der Exxon Valdez und der folgenden Umweltkatastrophe nicht wieder erholten. Über den asiatischen Bestand ist nichts näheres bekannt.